# Riconoscimenti speciali di Miss Universo
La seguente lista contiene tutte le vincitrici di riconoscimenti speciali assegnati alle concorrenti del concorso Miss Universo.

## Miss Photogenic
- Nel 2008 il riconoscimento Miss Photogenic non è stato assegnato per la prima volta dalla sua introduzione nel 1956.

| Anno | Vincitrice                       | Nazione           | Piazzamento a Miss Universo |
| ---- | -------------------------------- | ----------------- | --------------------------- |
| 1956 | Marina Orschel                   | Germania          | 2ª classificata             |
| 1957 | Gerti Daub                       | Germania          | 5ª classificata             |
| 1958 | Corine Rottschäfer               | Paesi Bassi       | Semifinalista               |
| 1959 | Pamela Anne Searle               | Inghilterra       | 4ª classificata             |
| 1960 | Daniela Bianchi                  | Italia            | 2ª classificata             |
| 1961 | Sharon Renee Brown               | Louisiana         | 5ª classificata             |
| 1962 | Kim Carlton                      | Inghilterra       | Semifinalista               |
| 1963 | Marlene McKeown                  | Irlanda           | 3ª classificata             |
| 1964 | Emanuela Stramana                | Italia            | Semifinalista               |
| 1965 | Karin Schmidt                    | Austria           |                             |
| 1966 | Margareta Arvidsson              | Svezia            | Miss Universo 1966          |
| 1967 | Elya Calligeraki                 | Grecia            | Semifinalista               |
| 1968 | Daliborka Stojsic                | Jugoslavia        | Semifinalista               |
| 1969 | Carole Robinson                  | Nuova Zelanda     |                             |
| 1970 | Margaret Hill                    | Bermuda           |                             |
| 1971 | Vida Valentina Doria             | Filippine         |                             |
| 1972 | Ann Roger                        | Belgio            | Semifinalista               |
| 1973 | Maria Margarita Moran            | Filippine         | Miss Universo 1973          |
| 1974 | Johanna Raunio                   | Finlandia         | 4ª classificata             |
| 1975 | Martha Echeverry (pari merito)   | Colombia          | Semifinalista               |
| 1975 | Summer Bartholomew (pari merito) | Stati Uniti       | 3ª classificata             |
| 1976 | Pauline Davis                    | Inghilterra       | Semifinalista               |
| 1977 | Janelle Commissiong              | Trinidad e Tobago | Miss Universo 1977          |
| 1978 | Maribel Fernandez                | Costa Rica        |                             |
| 1979 | Carolyn Ann Seaward              | Inghilterra       | 3ª classificata             |
| 1980 | Delyse Nottle                    | Nuova Zelanda     | 3ª classificata             |
| 1981 | Tina Brand                       | Danimarca         |                             |
| 1982 | Marilyn Burki                    | Bahamas           |                             |
| 1983 | Lolita Morena                    | Svizzera          | 4ª classificata             |
| 1984 | Garbiñe Abasolo Garcia           | Spagna            |                             |
| 1985 | Brigitte Bergman                 | Paesi Bassi       |                             |
| 1986 | Susanna Huckstep                 | Italia            |                             |
| 1987 | Maria Patricia López Ruiz        | Colombia          |                             |
| 1988 | Tracey Williams                  | Inghilterra       |                             |
| 1989 | Karen Wenden                     | Australia         |                             |
| 1990 | Pasaraporn Chaimongkol           | Thailandia        |                             |
| 1991 | Siobhan McClafferty              | Irlanda           |                             |
| 1992 | Maria Soledad Diab               | Ecuador           |                             |
| 1993 | Eugenia Santana                  | Spagna            | Semifinalista               |
| 1994 | Minorka Mercado                  | Venezuela         | 3ª classificata             |
| 1995 | Petra Hultgren                   | Svezia            |                             |
| 1996 | Ailleen Damiles                  | Filippine         |                             |
| 1997 | Abbygale Arenas                  | Filippine         |                             |
| 1998 | Vladimira Hrenovcíková           | Slovacchia        |                             |
| 1999 | Brenda Liz Lopez                 | Porto Rico        | Semifinalista               |
| 2000 | Helen Lindes                     | Spagna            | 3ª classificata             |
| 2001 | Denise Quiñones                  | Porto Rico        | Miss Universo 2001          |
| 2002 | Isis Casalduc                    | Porto Rico        |                             |
| 2003 | Carla Tricoli                    | Porto Rico        |                             |
| 2004 | Alba Reyes                       | Porto Rico        | 3ª classificata             |
| 2005 | Gionna Cabrera                   | Filippine         |                             |
| 2006 | Lia Andrea Ramos                 | Filippine         |                             |
| 2007 | Anna Theresa Licaros             | Filippine         |                             |
| 2009 | Chutima Durongdej                | Thailandia        |                             |
| 2010 | Fonthip Watcharatrakul           | Thailandia        |                             |
| 2011 | Ronnia Fornstedt                 | Svezia            |                             |

1 Miss USA fu tenuto in concomitanza con Miss Universo, e le candidate di entrambi i concorsi erano eleggibili per i riconoscimenti speciali (1952-1964).

## Best in Swimsuit Award
- Il riconoscimento fu consegnato per la prima volta nel 1992 dalla Catalina, dal 1994 al 1997 dalla Jantzen, dal 1998 al 2000 da Oscar de la Renta e nel 2001-2002 da Bluepoint. In seguito il concorso è diventato discontinuo.

| Anno | Vincitrice                  | Nazione     | Piazzamento a Miss Universo       |
| ---- | --------------------------- | ----------- | --------------------------------- |
| 1992 | Carolina Eva Izsak Kemenify | Venezuela   | Top 6                             |
| 1993 | Voni Delfos                 | Australia   | Top 6                             |
| 1994 | Minorka Mercado             | Venezuela   | 3ª classificata                   |
| 1995 | Chelsi Smith                | Stati Uniti | Miss Universo 1995                |
| 1996 | Alicia Machado              | Venezuela   | Miss Universo 1996                |
| 1997 | Verna Vasquez               | Curaçao     | Top 6                             |
| 1998 | Veruska Ramírez             | Venezuela   | 2ª classificata                   |
| 1999 | Diana Nogueira              | Spagna      | 3ª classificata                   |
| 2000 | Lara Dutta                  | India       | Miss Universo 2000                |
| 2001 | Denise Quiñones             | Porto Rico  | Miss Universo 2001                |
| 2002 | Oxana Fedorova              | Russia      | Miss Universo 2002 (detronizzata) |

## Best Hair/Style Award
- Questo riconoscimento fu assegnato per la prima volta nel 1993 dalla Palmolive, nel 1994 dalla Ivory Shampoo, nel 1995 dalla Vibrance, Finesse nel 1996 non fu assegnato, dal 1997 al 2001, dalla Clairol Shampoo. In seguito il riconoscimento non è stato più assegnato

| Anno | Vincitrice           | Nazione    | Piazzamento a Miss Universo |
| ---- | -------------------- | ---------- | --------------------------- |
| 1993 | Milka Chulina        | Venezuela  | 3ª classificata             |
| 1994 | Christelle Roelandts | Belgio     |                             |
| 1995 | Paola Dellepiane     | Perù       |                             |
| 1996 | Alicia Machado       | Venezuela  | Miss Universo 1996          |
| 1998 | Katty Fuentes        | Messico    |                             |
| 1999 | Miriam Quiambao      | Filippine  | 2ª classificata             |
| 2000 | Letty Murray         | Messico    |                             |
| 2001 | Denise Quiñones      | Porto Rico | Miss Universo 2001          |

## Best National Costume
- Nel 2007 il riconoscimento non è stato assegnato per la prima volta dalla sua introduzione nel 1962.

| Anno | Vincitrice                     | Nazione           | Piazzamento a Miss Universo |
| ---- | ------------------------------ | ----------------- | --------------------------- |
| 1962 | Kim Carlton                    | Inghilterra       | Semifinalista               |
| 1963 | Sherine Ibrahim                | Israele           |                             |
| 1964 | Henny Deul                     | Paesi Bassi       |                             |
| 1965 | Sue Ann Downey                 | Stati Uniti       | 3ª classificata             |
| 1966 | Aviva Israeli                  | Israele           | 5ª classificata             |
| 1967 | Carmen Silva de Barros Ramasco | Brasile           | Semifinalista               |
| 1968 | Luz Helena Rastepo Gonzales    | Colombia          |                             |
| 1969 | Sangduen Manwong               | Thailandia        |                             |
| 1970 | Roxana Brown                   | Bolivia           |                             |
| 1971 | Maria Luisa Lopez Corzo        | Messico           |                             |
| 1972 | Carmen Amelia Ampuero          | Perù              | Semifinalista               |
| 1973 | Maria Rocio Martin             | Spagna            | 4ª classificata             |
| 1974 | Kim Jae Kyu                    | Corea del Sud     |                             |
| 1975 | Emy Abascal                    | Guatemala         |                             |
| 1976 | Rocio Lazcano                  | Perù              |                             |
| 1977 | Kim Sung - hee                 | Corea del Sud     |                             |
| 1978 | Alamjet Kaur Chauhan           | India             |                             |
| 1979 | Elizabeth Busti                | Uruguay           |                             |
| 1980 | Sangeeta Bijlani               | India             |                             |
| 1981 | Adriana Alves de Oliveira      | Brasile           | 4ª classificata             |
| 1982 | Maria Francesca Zaza Reinoso   | Perù              | Semifinalista               |
| 1983 | Kim Jong - Jung                | Corea del Sud     |                             |
| 1984 | Juhi Chawla                    | India             |                             |
| 1985 | Sandra Eugenia Borda Caldas    | Colombia          |                             |
| 1986 | Gilda Garcia Lopez             | Panama            |                             |
| 1987 | Jacqueline Ribeiro Meirelles   | Brasile           |                             |
| 1988 | Porntip Nakhirunkanok          | Thailandia        | Miss Universo 1988          |
| 1989 | Flavia Cavalcanti Rebello      | Brasile           |                             |
| 1990 | Liseth Mahecha                 | Colombia          | 3ª classificata             |
| 1991 | Maribel Gutierrez              | Colombia          |                             |
| 1992 | Pamela Zarza                   | Paraguay          |                             |
| 1993 | Ine Beate Strand               | Norvegia          |                             |
| 1994 | Charlene Gonzales              | Filippine         | Finalista                   |
| 1995 | Maria Reyes Vazquez            | Spagna            |                             |
| 1996 | Ilmira Shamsutdinova           | Russia            | Finalista                   |
| 1997 | Claudia Elena Vasquez Angel    | Colombia          |                             |
| 1998 | Wendy Fitzwilliam              | Trinidad e Tobago | Miss Universo 1998          |
| 1999 | Nicole Simone Dyer             | Trinidad e Tobago |                             |
| 2000 | Leticia Murray Acedo           | Messico           |                             |
| 2001 | Kim Sa-rang                    | Corea del Sud     |                             |
| 2002 | Vanessa Mendoza                | Colombia          |                             |
| 2003 | Amelia Vega                    | Rep. Dominicana   | Miss Universo 2003          |
| 2004 | Jessica Rodríguez              | Panama            |                             |
| 2005 | Chananporn Rosjan              | Thailandia        |                             |
| 2006 | Kurara Chibana                 | Giappone          | 2ª classificata             |
| 2008 | Gavintra Photijak              | Thailandia        |                             |
| 2009 | Diana Broce                    | Panama            |                             |
| 2010 | Fonthip Watcharatrakul         | Thailandia        |                             |
| 2011 | Sheldry Sáez                   | Panama            |                             |

## Miss Congeniality
- Questo riconoscimento è anche conosciuto come Miss Amity

| Anno | Vincitrice                          | Nazione                 | Piazzamento a Miss Universo |
| ---- | ----------------------------------- | ----------------------- | --------------------------- |
| 1952 | Myriam Lynn                         | Belgio                  |                             |
| 1953 | Jeanne Vaughn Thompson              | Louisiana               |                             |
| 1954 | Effie Androulakaki                  | Grecia                  |                             |
| 1955 | Maribel Arrieta                     | El Salvador             | 2ª classificata             |
| 1956 | Anabel Granados                     | Costa Rica              |                             |
| 1957 | Mapita Mercado Cortes               | Porto Rico              |                             |
| 1958 | Tomoko Moritake                     | Giappone                | Semifinalista               |
| 1959 | Sondsi Sodsal Venijvadhava          | Thailandia              |                             |
| 1960 | Myint Myint May (pari merito)       | Birmania                |                             |
| 1960 | Judy Rebecca Fletcher (pari merito) | Louisiana               |                             |
| 1961 | Eleftheria Delutsi                  | Grecia                  |                             |
| 1962 | Sara Olimpia Formeta (pari merito)  | Rep. Dominicana         |                             |
| 1962 | Hazel Williams (pari merito)        | Galles                  |                             |
| 1963 | Grace Taylor                        | Scozia                  |                             |
| 1964 | Jeanne Venables                     | California              |                             |
| 1965 | Ingrid Bethake                      | Germania                |                             |
| 1966 | Elizabeth Sanchez (pari merito)     | Curaçao                 |                             |
| 1966 | Paquita Torres (pari merito)        | Spagna                  | Semifinalista               |
| 1967 | Lena McGarvie                       | Scozia                  |                             |
| 1968 | Yasuyo Iino                         | Giappone                |                             |
| 1969 | Zahara Boufaden                     | Tunisia                 |                             |
| 1970 | Hilary Anne Best                    | Guam                    | Semifinalista               |
| 1971 | Magnolia Martinez                   | Perù                    |                             |
| 1972 | Ombayi Mutaka                       | Zaire                   |                             |
| 1973 | Wendy Robertson                     | Cile                    |                             |
| 1974 | Anna Bjorsdottir                    | Islanda                 |                             |
| 1975 | Christine Mary Jackson              | Trinidad e Tobago       |                             |
| 1976 | Margot Elizabeth McFarlane          | Trinidad e Tobago       |                             |
| 1977 | Pamela Mercer                       | Canada                  |                             |
| 1978 | Sophia Titus                        | Trinidad e Tobago       |                             |
| 1979 | Yureka Kuroda                       | Giappone                |                             |
| 1980 | Dealia Devon Walter                 | Isole Cayman            |                             |
| 1981 | Linda Smith                         | Bahamas                 |                             |
| 1982 | Maureen Teresa Lewis                | Isole Cayman            |                             |
| 1983 | Abbey Scattrel Janneh               | Gambia                  |                             |
| 1984 | Jessica Palao                       | Gibilterra              |                             |
| 1985 | Lucy Carbullido Montinola           | Guam                    |                             |
| 1986 | Dina Reyes Salas                    | Guam                    |                             |
| 1987 | Tatiana Reyes                       | Honduras                |                             |
| 1988 | Liza Marie Camacho                  | Guam                    |                             |
| 1989 | Sharon Simons                       | Turks e Caicos          |                             |
| 1990 | Christiane Stocker                  | Germania                |                             |
| 1991 | Monique Lindsay                     | Isole Vergini Americane |                             |
| 1992 | Barbara Johnson                     | Turks e Caicos          |                             |
| 1993 | Jamilah Haruna                      | Ghana                   |                             |
| 1994 | Barbara Kahatjipara                 | Namibia                 |                             |
| 1995 | Toyin Raji                          | Nigeria                 |                             |
| 1996 | Jodie McMullen                      | Australia               |                             |
| 1997 | Laura Csortan                       | Australia               |                             |
| 1998 | Asuman Krause                       | Turchia                 |                             |
| 1999 | Marisa Ferreira                     | Portogallo              |                             |
| 2000 | Tamara Scaroni                      | Aruba                   |                             |
| 2001 | Nakera Simms                        | Bahamas                 |                             |
| 2002 | Merlisa George                      | Isole Vergini Americane |                             |
| 2003 | Kai Davis                           | Antigua e Barbuda       |                             |
| 2004 | Laia Manetti                        | Italia                  |                             |
| 2005 | Tricia Homer                        | Isole Vergini Americane |                             |
| 2006 | Angela Asare                        | Ghana                   |                             |
| 2007 | Zhang Ningning                      | Cina                    |                             |
| 2008 | Rebeca Moreno                       | El Salvador             |                             |
| 2009 | Wang Jingyao                        | Cina                    |                             |
| 2010 | Jesinta Campbell                    | Australia               | 3ª classificata             |
| 2011 | Nikolina Lončar                     | Montenegro              |                             |